# Оран (вілаєт)
Оран (араб. ولاية وهران) — вілаєт Алжиру. Адміністративний центр — м. Оран. Площа — 2 121 км². Населення — 1 443 052 особи (2008).

## Географічне положення
Вілаєт розташований на узбережжі Середземного моря. На сході межує з вілаєтом Мостаганем, на південному сході — з вілаєтом Маскара, на півдні — з вілаєтом Сіді-Бель-Аббес, на заході — з вілаєтом Айн-Темушент.

## Історія
Вілаєт сформований у 1968 році з колишньої французької провінції Оран.

## Адміністративний поділ
Поділяється на 9 округів та 26 муніципалітетів.
| Алжир | Це незавершена стаття з географії Алжиру. Ви можете допомогти проєкту, виправивши або дописавши її. |